# Bengt Pleijel (journalist)
Bengt Fredrik Pleijel, född 30 juni 1915 i Aringsås församling, Kronobergs län, död 7 oktober 2002 i Oscars församling, Stockholm, var en svensk journalist, musikskribent och redaktör. 

## Biografi
Pleijel grundade 1946 tidskriften Musikrevy och var huvudredaktör fram till tidskriftens nedläggning 1994. 1960–1982 var han chefredaktör för tidskriften Jorden Runt. 1993 tilldelades han Kungliga Musikaliska Akademiens medalj ”För tonkonstens främjande” för sina mångåriga insatser inom musikjournalistiken.

## Familj
Bengt Pleijel är far till projektledaren Christian Pleijel och zoologen Fredrik Pleijel.
Bengt Pleijel är gravsatt på Katolska kyrkogården i Stockholm.